# Erdmann Ernst von Rüitz
Erdmann Ernst von Rüitz (* 9. August 1693 zu Trebitz; † 27. Dezember 1756 auf Birkholz) war preußischer Generalleutnant, Chef des Dragonerregiments Nr. 7 sowie Ritter des Ordens Pour le Mérite.

## Leben

### Herkunft
Sein Vater war der brandenburger Leutnant der Kavallerie im Regiment „Strantz“ Christoph Lorenz von Rüitz (* 1. Juni 1653, † 12. Oktober 1710) und dessen Ehefrau Margarethe, geborene von Steinkeller aus dem Hause Krügersdorf († 19. März 1721).

### Militärkarriere
Rüitz wurde von Hauslehrern erzogen und kam 1707 als Page an den Hof von König Friedrich I. 1710 wurde er im Dragonerregiment „von Pannewitz“ der Preußischen Armee angestellt. Er kämpfte mit dem Regiment in Flandern und Brabant. Als König Friedrich Wilhelm I. den Thron bestieg, wurde Rüitz zum Fähnrich ernannt und 1714 in zu den Gensdarmes versetzt. Während des Pommernfeldzugs 1715/16 war er Generaladjutant von General Natzmer. 1718 wurde er Stabsrittmeister. Zwei Jahre später stieg er als Kapitän zum Eskadronchef im Grenadierregiment zu Pferde Nr. 3 unter Derflinger auf. Am 13. September 1729 wurde Rüitz zum Major befördert.
Während des Ersten Schlesischen Krieges wurde er im Februar 1741 zum Oberstleutnant ernannt. Das Regiment beteiligte sich an der Einnahme von Brieg. Während der Schlacht bei Mollwitz kämpfte er mit dem Regiment unter Schulenburg, stürzte mit dem Pferd und konnte nur mit knapper Not entkommen. Nach der Schlacht kam es zu einer Reorganisation und das Regiment wurde geteilt. Rüitz verblieb im Dragonerregiment Nr. 3 unter Rothenburg. Am 17. Mai 1742 kämpfte er mit dem Regiment in der Schlacht bei Chotusitz. Er wurde danach Oberst und Regimentskommandeur. Als solcher kämpfte er 1744 bei der Belagerung und Eroberung von Prag sowie 1745 in der Schlacht bei Hohenfriedberg. Am 20. Juli 1745 wurde er mit Patent vom 27. November 1743 zum Generalmajor ernannt. Am 30. September 1745 befehligte in der Schlacht bei Soor sein Regiment auf dem rechten Flügel im hinteren Treffen.
Rüitz wurde mit dem Orden Pour le Mérite belohnt. Außerdem ernannte der König ihn am 26. Dezember 1745 zum Chef des Dragonerregiment „Roëll“ Nr. 7. Am 12. September 1753 wurde er Generalleutnant, wegen seines Alters bat er aber dann um seine Demission, die er mit einer Pension erhielt.
Er zog sich auf sein Gut Birkholz zurück und starb dort unverheiratet Ende 1756.